# Gârbea
Gârbea este o veche familie de boieri din comuna Starchiojd, Prahova, Muntenia, prima atestare o găsim in „Istoria Comunei Starchiojd” din anul 1420. 

## Istorie
Boierul Dumitru Gârbea a fost sfetnicul muntean al lui Ștefan cel Mare, trimițând voievodului 100 de care cu boi pline cu piatră pentru ridicarea de bisericii, de multe ori fiind chemat de voievod în vizită in Moldova. Au fost găsite scrisori trimise de voievod, iar ele sunt expuse în Muzeul Istoriei României în sala Ștefan cel Mare din București. Se știe că această familie a fost foarte bogată, deținând satele Bătrâni, Ghiojdul Mare, Ghiojdul Mic, Pogoanele Starchiojd, Prahova, Ariceștii Zeletin și Drajna, muntele Zmeurăt (1447 m) cu toate dealurile din jur, 178 hectare de teren arabil, 30 hectare cu zmeură, mai multe hectare cu pomi fructiferi, cirezi de animale și un conac mare în Starchiojd.
Toate acestea au fost confiscate. Urmașii lui Dumitru Gârbea au în prezent o „casă de odihnă” în comuna Starchiojd, pe str. Gârbeasca. Mișu Gârbea, descendent direct, a reușit să recupereze o mică parte din averea familiei. El are o fată numită Carmen-Laura Alyssya [ n.1983] și un băiat Ahmed-Cornel[n.1967] 